# Stanislaus Kobierski
Stanislaus Kobierski (Düsseldorf, 1910. november 10. – 1972. november 18.) világbajnoki bronzérmes német labdarúgó, csatár.

## Pályafutása

### Klubcsapatban
Az SC Schwarz-Weiß 06 Düsseldorf csapatában kezdte a labdarúgást, majd pályafutása jelentős részét Fortuna Düsseldorf együttesében töltötte, ahol egy-egy német bajnoki címet és német kupagyőzelmet szerzett.

### A válogatottban
1931 és 1941 között 26 alkalommal szerepelt a német válogatottban és kilenc gólt szerzett. Részt vett az 1934-es olaszországi világbajnokságon, ahol bronzérmet szerzett a csapattal. Ő szerezte a német válogatott történetének első gólját a világbajnokságok történetében Belgium ellen.

## Sikerei, díjai
Németország
- Világbajnokság
  - bronzérmes: 1934, Olaszország

 Fortuna Düsseldorf
- Német bajnokság
  - bajnok: 1935–36
  - 2.: 1935–36
  - 3.: 1937–38
- Német kupa (Tschammerpokal)
  - győztes: 1940
  - döntős: 1937